# 恩雅
恩雅·帕翠西亞·伯倫南（1961年5月17日—），愛爾蘭共和國著名独立音樂家。若以樂隊而言，恩雅一詞則包括：恩雅本人（負責作曲及演出）、Nicky Ryan（負責專輯製作）、以及Roma Ryan（Nicky Ryan之妻，負責填詞）。恩雅（Enya）此名實則是愛爾蘭語名稱（Eithne）在英語中的拼音。

## 開展音樂事業
恩雅於1961年出生於愛爾蘭共和國多尼戈爾郡格威多的一個音樂世家。她的祖父是一個在愛爾蘭巡迴演出的樂隊成員，而她父親在未經營酒吧生意前是一個名為Slieve Foy Band的樂隊領隊，恩雅的母親則曾為一個舞蹈團成員，並在稍後時間於Gweedore Comprehensive School任教音樂。此外，恩雅有四兄弟及四姊妹，其中幾位曾於1968年組成一隊名為An Clann的樂隊（在1970年中改名為Clannad樂隊）。
1980年，恩雅加入Clannad樂隊，樂隊成員包括她的兄弟姊妹，以及雙生的叔父Noel及Padraig Duggan。
在 （1980年）以及Fuaim （1982年）這兩張專輯中，恩雅負責鍵盘演奏及唱背景音樂。1982年（在Clannad憑“Theme From Harry's Game”成名前不久時），兼任製作人及經理的Nicky Ryan離開Clannad樂隊。恩雅也同時離開樂隊與Nicky合作，開展她的個人事業。

## 重要提名及獲獎紀錄
- 1989年全英音樂獎，獲最佳國際女歌手及最佳國際新人2項提名
- 1989年世界音樂獎，獲世界最暢銷女歌手獎
- 1990年葛萊美獎，獲最佳音樂錄影帶及新世紀音樂演唱2項提名，入圍單曲為Orinoco Flow (Sail Away)
- 1992年全英音樂獎，獲最佳國際女歌手提名
- 1992年世界音樂獎，獲世界最暢銷女歌手獎
- 1993年葛莱美獎，最佳新世纪音樂專輯獎，獲獎專輯《牧羊人之月》（Shepherd Moons）
- 1993年全英音樂獎，獲最佳國際女歌手提名
- 1997年葛莱美獎，最佳新世纪音樂專輯獎，獲獎專輯《树的回忆》（The Memory of the Trees）
- 2002年葛莱美獎，最佳新世纪音樂專輯獎，獲獎專輯《雨过天晴》（A Day without Rain）
- 2002年世界音樂獎，獲世界最暢銷女歌手獎
- 2002年奥斯卡最佳原創歌曲獎提名，入圍歌曲 May It Be
- 2002年金球獎，獲最佳原創歌曲提名，入圍歌曲 May It Be
- 2003年葛莱美獎，獲最佳影視歌曲提名，入圍歌曲 May It Be
- 2003年世界音樂獎，獲世界最暢銷愛爾蘭歌手獎
- 2006年世界音樂獎，獲世界最暢銷女歌手及世界最暢銷新世紀音樂2獎
- 2007年葛萊美獎，最佳新世纪音樂專輯獎，獲獎專輯《永恒之约》; 另獲最佳流行音樂演奏提名，入圍歌曲 Drifting
- 2017年葛萊美獎，獲最佳新世纪音樂專輯提名，入圍專輯為 Dark Sky Island

## 個人專輯/作品年表
1986年，恩雅為電影The Frog Prince（青蛙王子）配樂。
1987年，恩雅為BBC的特別節目The Celts（凯爾特人）配樂，BBC為這些配樂發行一張名為enya 的專輯。因為這張專輯使得恩雅的音樂受到wea總裁Rob Dickins的注意，並與其簽下唱片合約。
1988年，恩雅在wea的第一張正式個人專輯Watermark（水印）發行。
1991年，第二張專輯Shepherd Moons（牧羊人之月）發行。
1992年，wea取得專輯enya 的發行權，經過重新編曲混音後，更名為The Celts（凯爾特人）全球發行。
1995年，第四張專輯The Memory of the Trees（樹的回憶）發行，獲得BILLBOARD專輯榜第9名。
1997年，精選輯Paint The Sky with Stars（星空彩繪）發行。
2000年，第五張專輯A Day without Rain（雨過天晴）發行，拿下BILLBOARD專輯榜亞軍，是她在該榜的最佳成績。
2001年，恩雅為電影The Lord of the Rings: The Fellowship of the Ring（魔戒首部曲：魔戒現身）譜寫並演唱主題曲“May It Be”。單曲"Only Time"獲得BILLBOARD單曲榜第10名，是她個人於該榜最高名次，且唯一打進Top 10的單曲。
2005年，第六張專輯Amarantine（永恆之約）發行。
2008年，第七張專輯And Winter Came（冬季降临）于11月10日發行。
2009年，精選輯 The Very Best of Enya（恩雅 / 極緻典藏：跨世紀精選）發行。
2015年，第八張專輯 Dark Sky Island （暗天之島）於11月20日發行。

## 个人生活

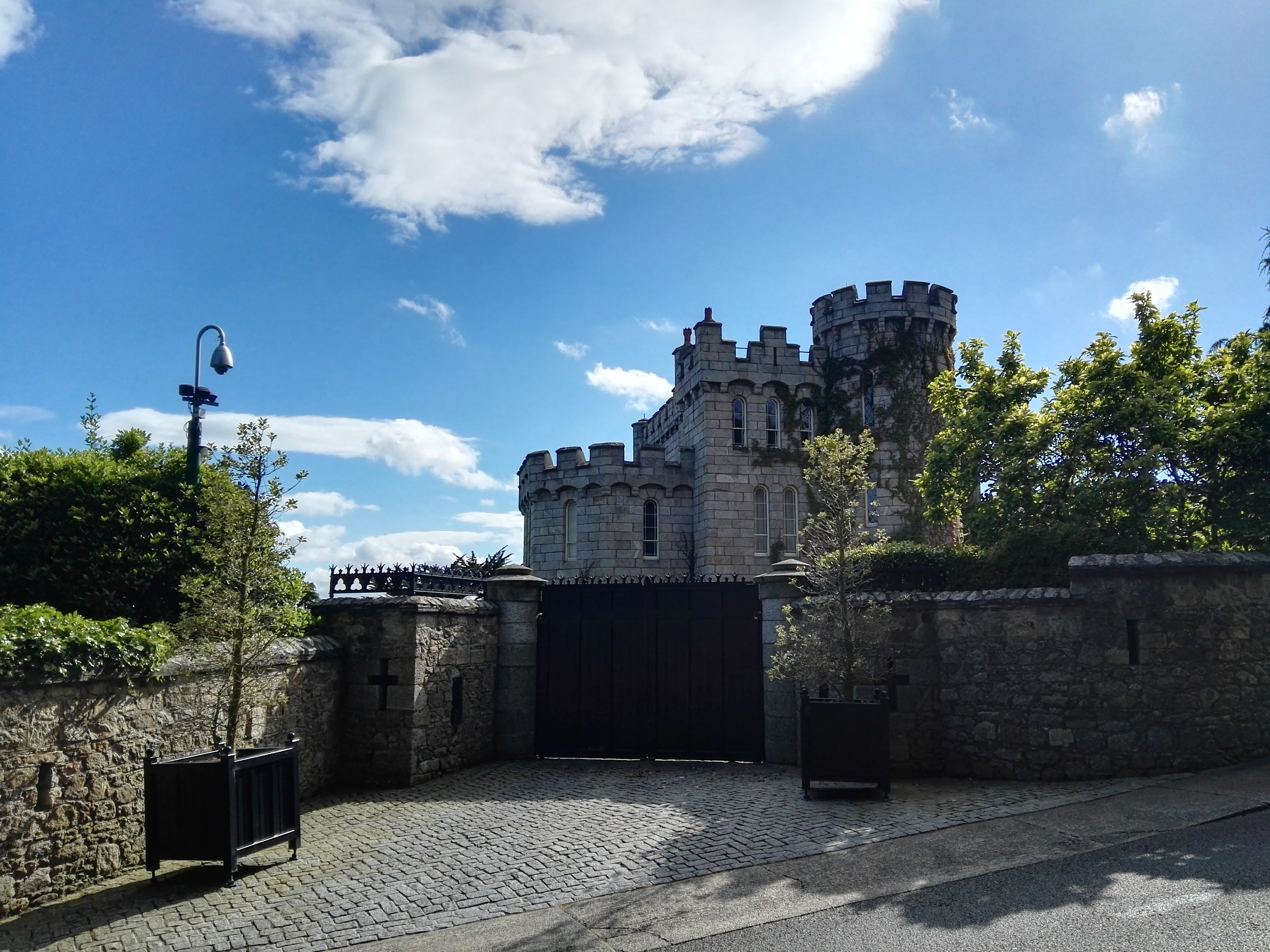
恩雅位于爱尔兰基利尼的家

1997年，恩雅出价250万镑，以比麦可·佛莱利更高的价格拍下位于基利尼的一栋维多利亚时代的A级登录城堡，作为她的居所。她用《蝴蝶梦》中的典故将其命名为曼德利城堡（Manderley Castle，原名Victoria and Ayesha Castle） 。2009年，她又在法国南部买了一栋房子。

## 外部連結
- Enya.com – 恩雅官方網站
- 恩雅在互联网电影资料库（IMDb）上的資料（英文）
- 恩雅在Allmusic上的頁面
- 中的“Enya”
- WorldCat 聯合目錄中恩雅的著作或與之相關的著作